# Maleniec (Łódź)
Pour les articles homonymes, voir Maleniec.
Maleniec (prononciation [maˈlɛɲɛt͡s]) est un village de la gmina de Grabica, du powiat de Piotrków, dans la voïvodie de Łódź, situé dans le centre de la Pologne.
Il se situe à environ 7 kilomètres au nord-ouest de Grabica (siège de la gmina), 22 kilomètres au nord-ouest de Piotrków Trybunalski (siège du powiat) et 28 kilomètres au sud de Łódź (capitale de la voïvodie).

## Administration
De 1975 à 1998, le village était attaché administrativement à l'ancienne voïvodie de Piotrków.

Depuis 1999, il fait partie de la nouvelle voïvodie de Łódź.